# ラミリー
ラミリー (Lammily) は、2014年に開発されたアメリカの着せ替え人形である。開発者はグラフィックデザイナーのニコライ・ラム (Nickolay Lamm) 。
この人形は、マテル社のバービーシリーズと対照的に「平均」であることを念頭においており、バービー人形の身体のイメージと各部のサイズに関して論争を起こさせることに成功した。キャッチフレーズは Average Is Beautiful 「普通であることは美しい」。

## 開発
ニコライ・ラムは、自分の外見について自意識過剰であり、自尊心をほとんど感じていなかったという彼の高校時代の体験から、この人形の着想を得たという。
この人形のためのアイディアは、バービー人形とは対照的に、アメリカ疾病予防管理センターのデータに基づいた19歳の女性のボディのサイズと具現化するという構想を、オートデスク社の3ds MaxとAdobe Photoshopを使って、描画することから始められた。
この人形の開発にはTilt.com社を通じたクラウドソーシングが用いられ、1日に少なくとも95000ドルの資金が集まった。この投資キャンペーンでは最終的には501000ドル～最終目標の5倍以上の資金が集められた。
ラムが名づけた「ラミリー」とは、ラムとファミリーという言葉から成る混成語であり、この会社の名前や人形の実際の名前ではない。

## マーケティング
ラミリー人形は「しっくりきて、強い」、そして茶色の髪を持ち若干の化粧をほどこすというマーケティングがなされた。英インデペンデント紙はラミリーの服がバービーのものに比べてトーンダウンしたと評した。この人形は手首・肘・ひざと足首の関節が曲がるようになっており、スニーカーやハイヒールを履かせることもできる。
クラウドファンディングの後援者には、本格的発表に先駆けて人形の予約をするチャンスが与えられた。この人形の公式の発売日は2014年11月末とされ、予約数19000体であった。

## 市場の反応
ラミリー人形は健康的であり、若者に現実的な身体的魅力をより整えさせるための正常な役割を果たしている、と多くのメディアから賞賛を受けた。デミ・ロヴァートはツイッター上ですばらしいと評した。この人形はしかしながらいくつかの批評も受けた。販売促進上の理念である「誰もが美しい」を、ライオネル・シュライバーは熱望されたハッタリだと評し、子供たちはこの製品に魅せられるとは思わないと発言した。「平均」という理想が若者たちの希望を削ぐかもしれないと心配する向きもあった。
このプロジェクトとその行動計画は、人気風刺報道機関であるジ・オニオンの2014年3月6日版で当てこすられた。
紙上で反応を示す読者たちに、ラムのアイディアについて彼らは何を思うかと問うたとき、「少女たちはそれに合わせるのに圧力を感じる限りは、私は新しい美のスタンダードを気にかけない。」そして「もしかしたらかりにあなたが入手する値打ちのあるとする人形の周辺が、あなたの生活の基盤になるかもしれない。」との回答があった。